# إرماتشي إس إف 260
إرماتشي إس إف 260 (بالإيطالية: Aermacchi SF.260)‏ هي طائرة تدريب إيطالية ومن صنع شركة إرماتشي. يعود تصميمها إلى سنة 1960. تستخدم على نطاق واسع لتدريب الطيارين المدنيين والعسكريين وتم صنع ما يقارب 900 نسخة.

## مواضيع ذات صلة
- طائرة تدريب